# Faulturm

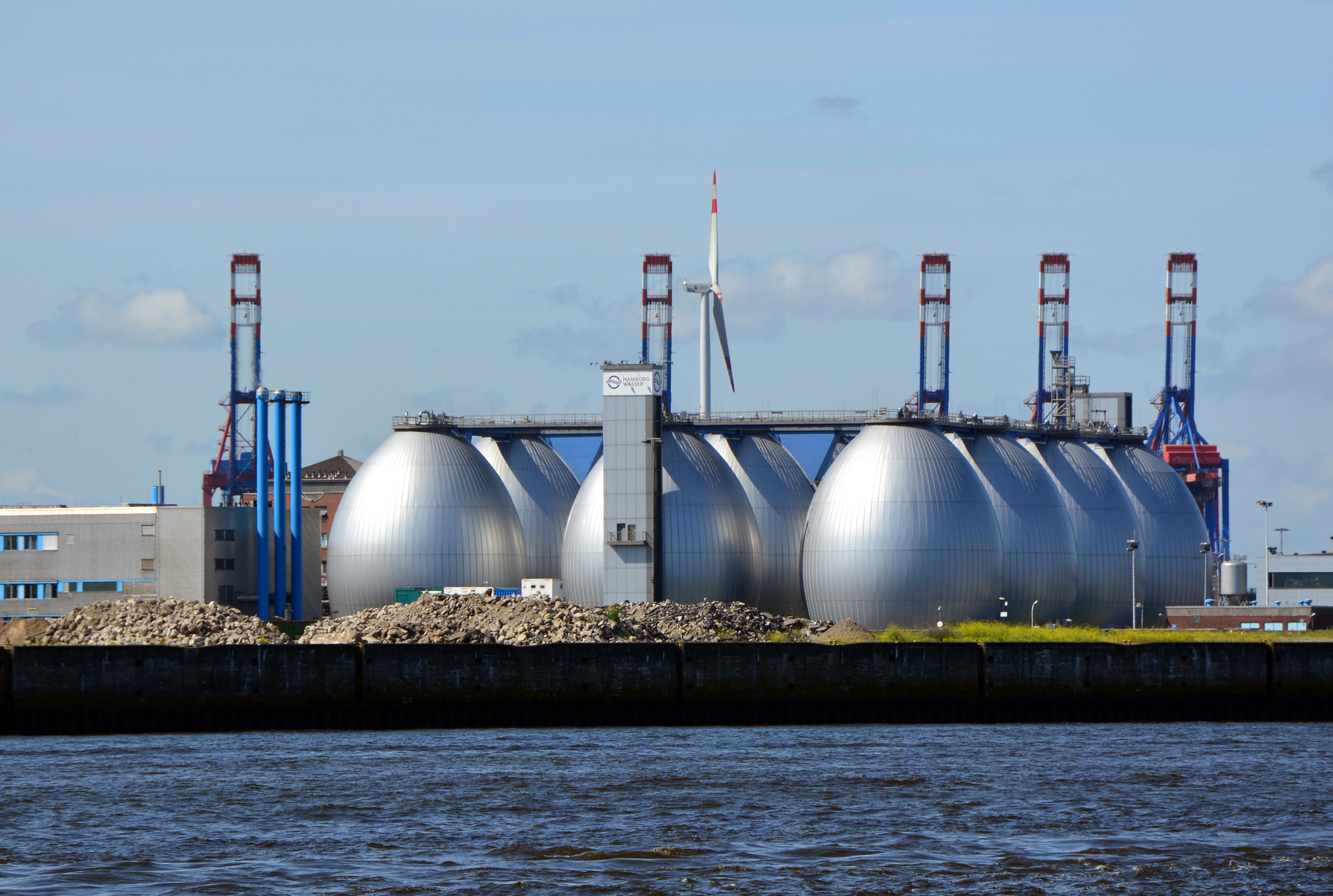
Faultürme des Klärwerks Köhlbrandhöft der Hamburger Stadtentwässerung

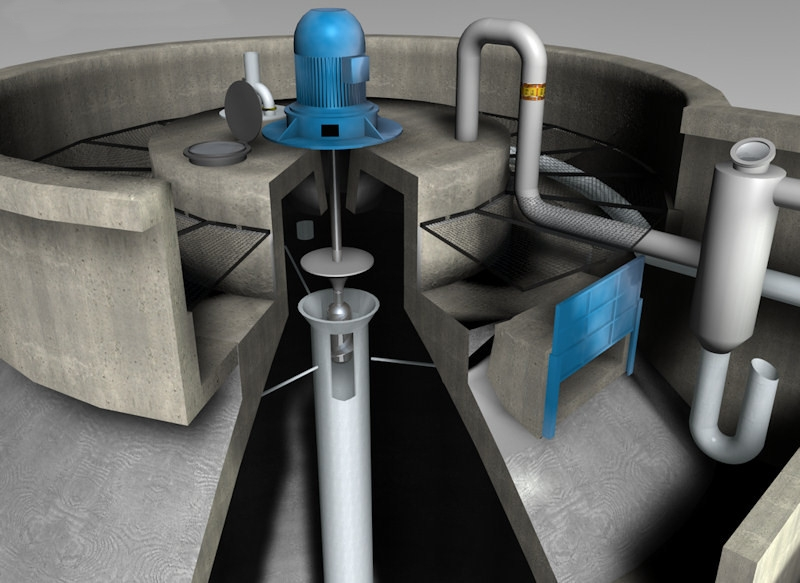
Gasdom im Schnitt

Ein Faulbehälter bzw. Faulturm ist in der Abwasserbehandlung ein oft turmartig bzw. eiförmig gebauter Behälter zur kontrollierten und gesteuerten Durchführung anaerober Abbauprozesse. Sie sind in der Regel in Kläranlagen anzutreffen, meist kleiner dimensioniert auch in Biogasanlagen.
Im Faulschlamm bilden sich unter anderem Faulgase wie Methan (CH4), das wegen seines starken Treibhauspotentials aufgefangen wird. Das aufgefangene Gas lässt sich energetisch verwerten. Es kann insbesondere zur Erzeugung elektrischer Energie in einem Blockheizkraftwerk verwendet werden.

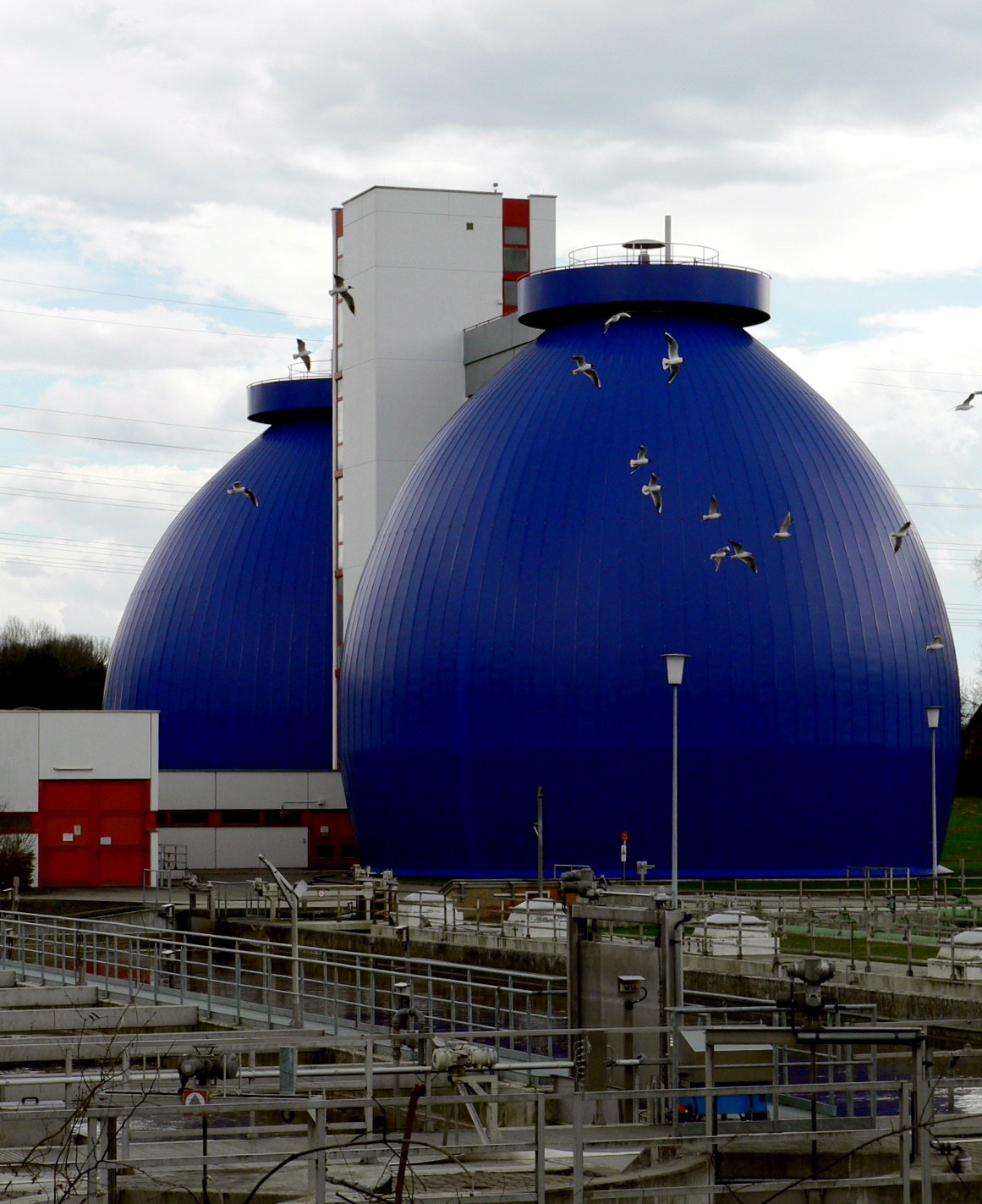
Faulbehälter

Faultürme verwenden in erster Linie den Primärschlamm aus dem Vorklärbecken, der besonders viel Gas erzeugt. Darüber hinaus wird der aerob erzeugte Überschussschlamm aus dem Belebungsbecken verwendet. Neben der Gaserzeugung ist auch die Schlammstabilisierung Ziel der Faulung. Je nach Zusammensetzung des Abwassers und dem Prozess auf der Anlage werden dann zwischen 30 % und 70 % der in der Kläranlage benötigten elektrischen Energie produziert, während der Wärmebedarf des Faulturm-Prozesses vollständig abgedeckt wird.